# Feuerwehr in Brunei

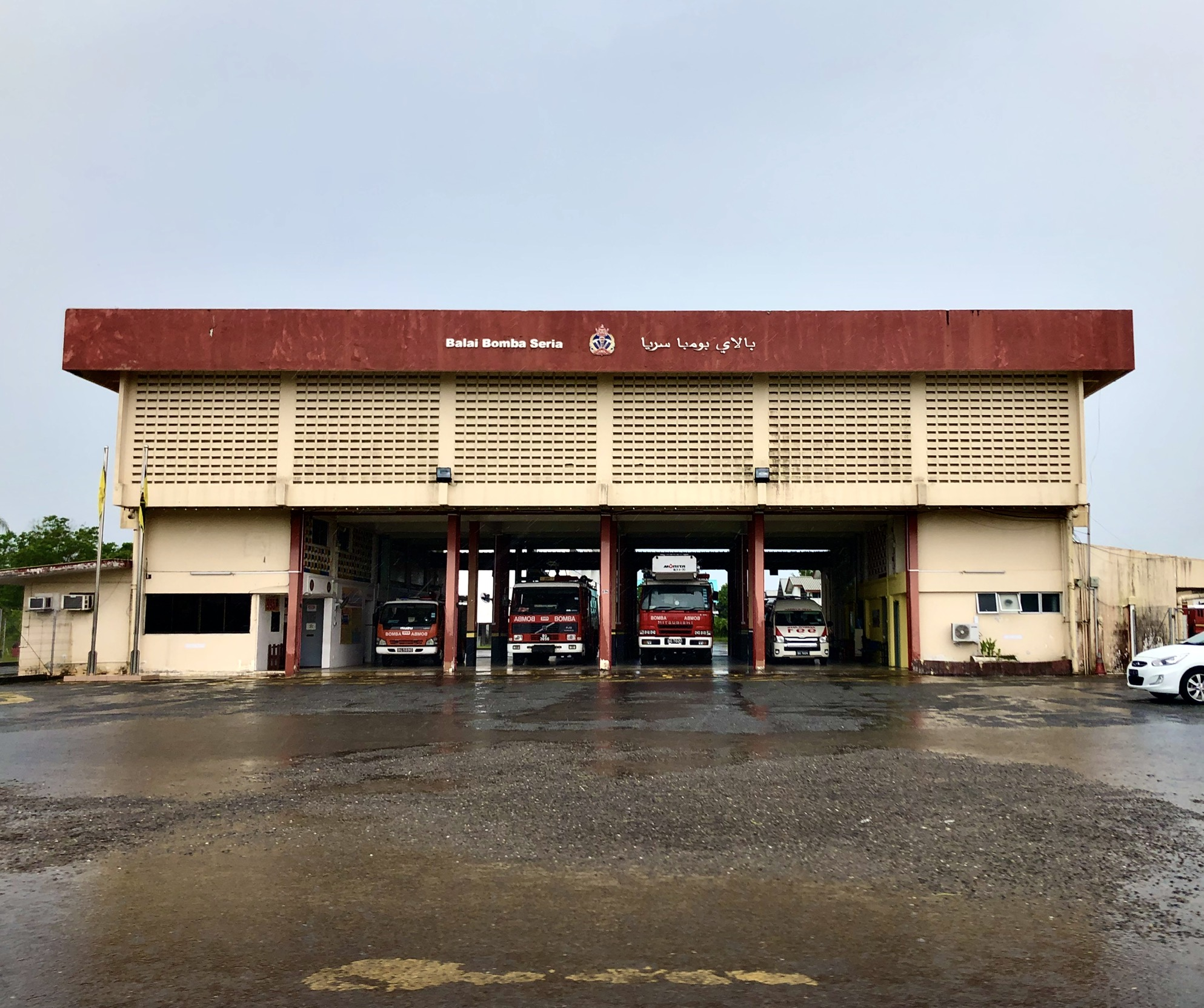
Feuerwache in der Stadt Seria 2020

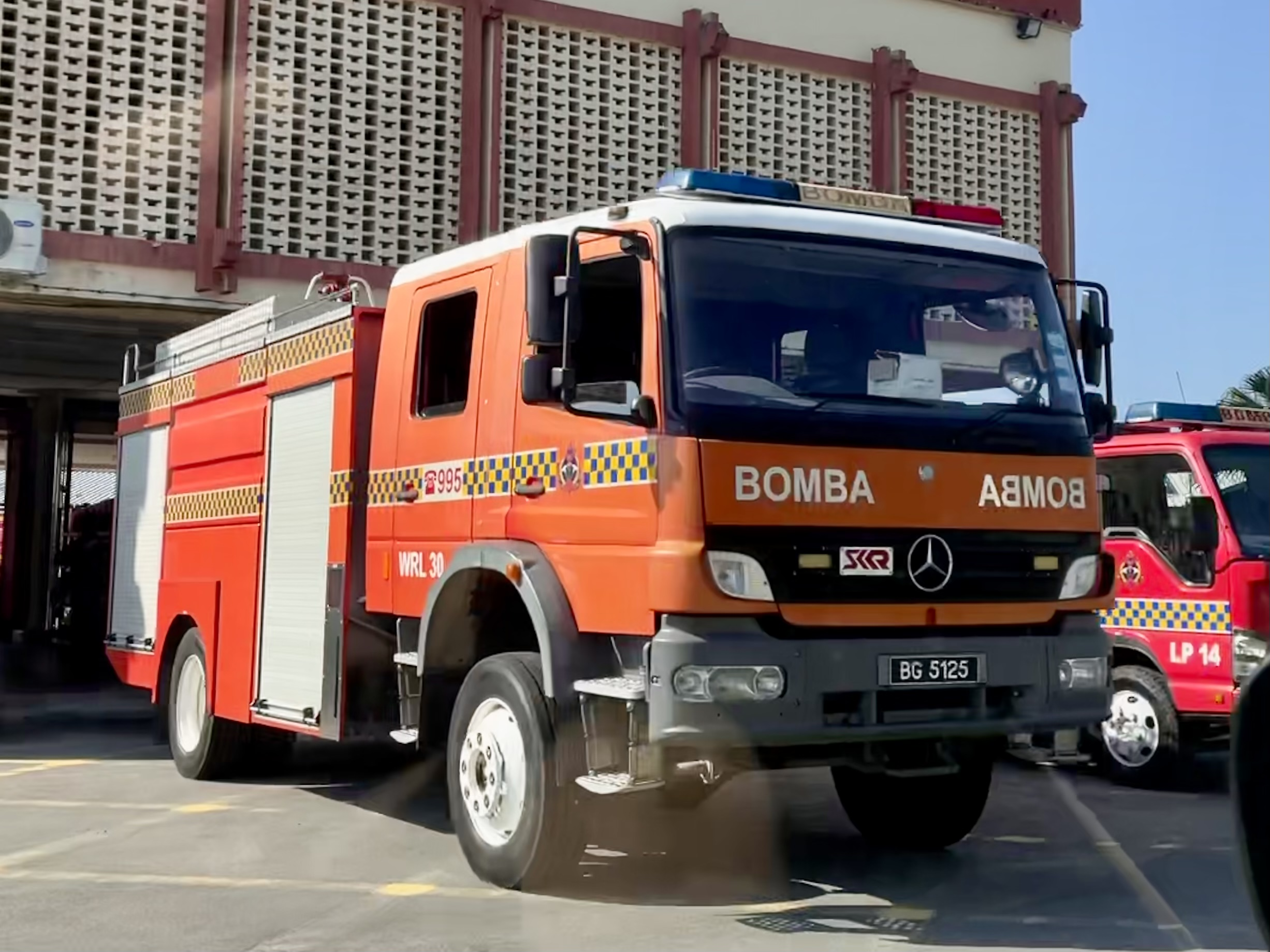
Feuerwehrfahrzeug in Tutong 2022

Die Feuerwehr in Brunei besteht aus rund 1000 Berufsfeuerwehrleuten und 1700 freiwilligen Feuerwehrleuten.

## Allgemeines
In Brunei bestehen 16 Feuerwachen und Feuerwehrhäuser, in denen 8 Löschfahrzeuge und 18 Drehleitern bzw. Teleskopmasten für Feuerwehreinsätze bereitstehen. Insgesamt sind 2682 Personen, davon 987 Berufsfeuerwehrleute und 1695 freiwillige Feuerwehrleute, im Feuerwehrwesen tätig.
Die bruneiischen Feuerwehren wurden im Jahr 2019 zu 2053 Brandeinsätzen alarmiert. Hierbei wurden ein Toter von den Feuerwehren geborgen und sechs Verletzte gerettet.
Die Feuerwehr in Brunei (malaiisch: Jabatan Bomba dan Penyelamat Brunei) ist eine Abteilung des Innenministeriums, das für die Brandbekämpfung und technische Rettung zuständig ist.

## Aufgaben
Die Tätigkeit der Feuerwehr wird im Gesetz zur Bestimmung von Bedingungen über Organisation, Aufgaben und Befugnisse der Feuerwehr und auf die Disziplin ihrer Mitglieder und für verwandte Zwecke (Feuerwehrgesetz vom 4. August 1966) geregelt:
- Löschen von Bränden
- die Sicherheit von Leben und Eigentum zu gewährleisten im Brandfall;
- alle anderen Aufgaben zu erfüllen, die ihnen aufgetragen werden.

Zur Erfüllung dieser Aufgaben werden den Feuerwehrleuten je nach Rang gewisse Kompetenzen eingeräumt. So darf ein Offizier Personen von der Einsatzstelle entfernen oder hinzu bestellen, Straßen sperren, jede Art der Wasserversorgung festlegen. Es können Disziplinarstrafen bei fehlender oder mangelhafter Leistung verhängt werden.

## Waldbrandgefahren
Brunei ist vor allem während der Trockenzeit (Februar bis April) des Jahres einem zunehmenden Waldbrandrisiko ausgesetzt. Eine Studie aus dem Jahr 2019 weist auf die Zunahme von Brandereignissen in dem Sultanat hin, da Brände die Qualität der Forstwirtschaft des Landes enorm beeinträchtigen können; die Wirtschaft und vor allem die Gesundheit der Menschen beeinträchtigen. Geografische Informationssysteme (GIS) werden von Forschern häufig zur Untersuchung der Brandrisikobewertung eingesetzt. Die Ergebnisse auch unter der Heranziehung der Anzahl der Feuerwehreinsätze zeigten, dass der Distrikt Brunei-Muara im Vergleich zu den Distrikten Tutong und Belait am stärksten betroffen ist. Von den identifizierten Hotspots betrug der Prozentsatz der betroffenen Waldgebiete 53 %, 64 % bzw. 25 % in den Distrikten Brunei-Muara, Tutong und Belait.

## Feuerwehrorganisation
In der nationalen Feuerwehrorganisation Jabatan Bomba dan Penyelamat des Innenministeriums werden die Feuerwehreinheiten und feuerwehrnahe Einrichtungen geführt.